# Tettigidea planovertex
Tettigidea planovertex is een rechtvleugelig insect uit de familie doornsprinkhanen (Tetrigidae). De wetenschappelijke naam van deze soort is voor het eerst geldig gepubliceerd in 1913 door Hancock.